# Nintendo 64DD
Nintendo 64DD o 64DD, és un maquinari d'ampliació per a la Nintendo 64, que mitjançant la unió física per una ranura que la N64 té a la part posterior (anomenada "EXTension Port") permetia a l'usuari de la videoconsola, entre altres coses, connectar-se a internet, jugar en línia amb altres usuaris d'una Nintendo 64 a distància, o ampliar el contingut d'alguns jocs apareguts a Nintendo 64.
Utilitzava com a format uns discs magnètics especials d'alta capacitat, que podien contenir nous videojocs, ampliacions per jocs ja publicats per la N64 o bé aplicacions de software per a retocar imatges i vídeos, crear models 3D, animacions, etc.
Previst per ser llançat poc després de la Nintendo 64 mateixa, els retards van provocar que aparegués a la fi del 1999 només al Japó, amb poc èxit de vendes, múltiples cancel·lacions de jocs, i poca vida comercial (que afectà decisivament el servei online de la màquina, que no arribà a l'any de funcionament). Com a curiositat, fou la primera màquina de Nintendo a tenir un sistema operatiu (al contrari que la N64), cosa que permetia posar en funcionament la màquina, encara que no tingués cap disquet inserit. Posteriorment, la GameCube o la Nintendo DS també han incorporat Sistemes Operatius.

## Jocs
- Mario Artist: Communication Kit
- Mario Artist: Paint Studio
- Mario Artist: Polygon Studio
- Mario Artist: Talent Studio
- F-Zero X Expansion Kit

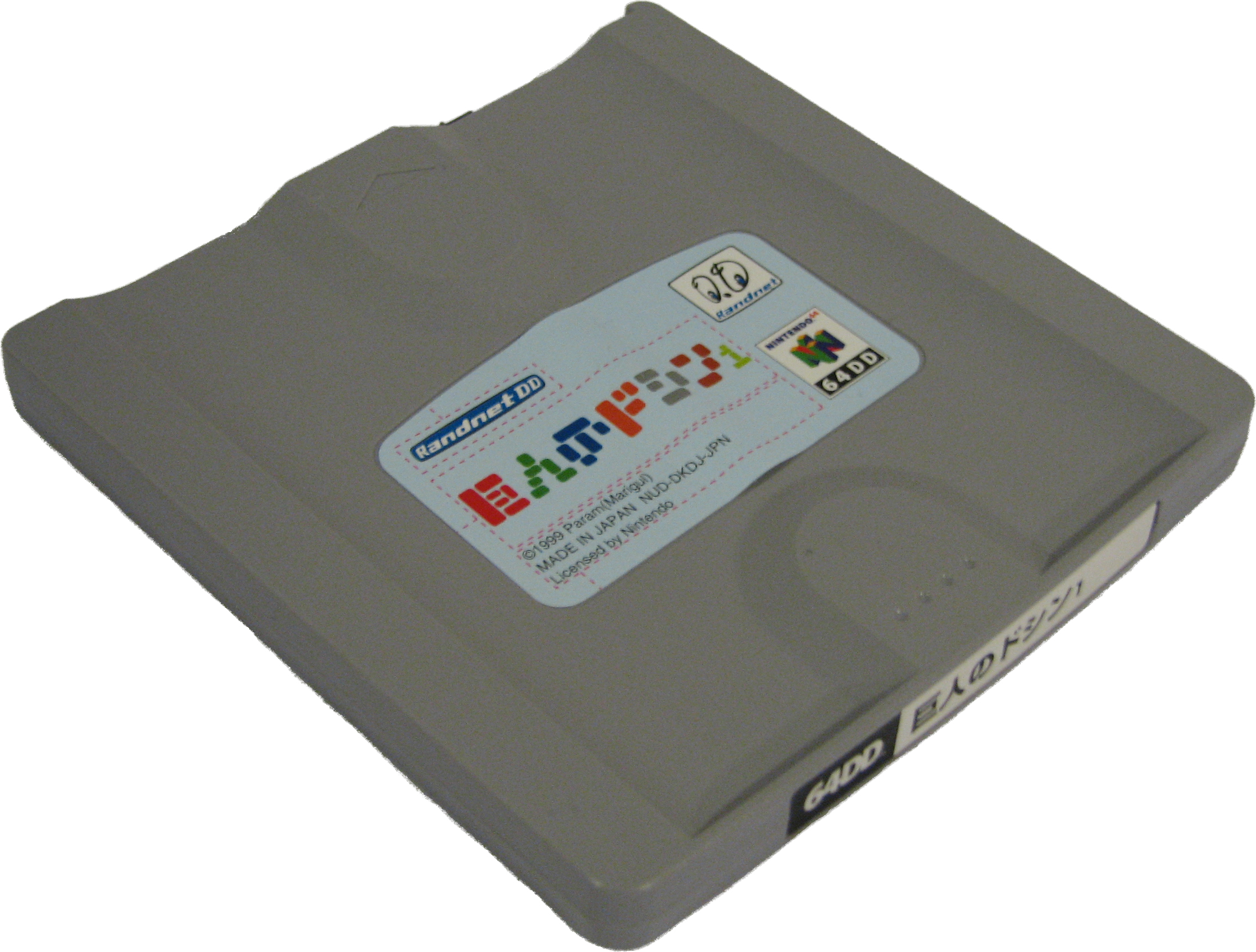
Disc magnètic de Nintendo 64DD.

- Kyojin no Doshin 1 (Doshin the Giant)
- SimCity 64
- Japan Pro Golf Tour 64
- Kyojin no Doshin: Kaihou Sensen Chibikko Chikko Daishuugou

### Jocs proposats
La Nintendo 64DD va tenir una extensa llista de jocs que després, o foren cancel·lats o foren llançats més tard per a la Nintendo 64.
- 7th Legion
- Banjo-Kazooie 2
- Cabbage
- Creator
- DD Sequencer
- Desert Island
- Dezaemon DD
- Digital Horse Racing Newspaper
- Donkey Kong World
- Doubotsu Bancou
- Fire Emblem 64
- Game Maker
- Gendai Dai-Senryaku: Ultimate War
- Graphical Message Maker
- Hybrid Heaven
- Jungle Emperor Leo
- Kirby 64
- Lamborghini 64 Add-On
- Mario Artist: Sound Maker
- Mission: Impossible 64DD
- Morita Shogi 64
- Mother 3 (EarthBound 64) (ara per a Game Boy Advance)
- Mother 3.5
- Ogre Battle Saga
- Pocket Monsters 64
- Pocket Monsters Stadium
- Pocket Monsters Stadium Expansion Disk
- Pocket Monsters RPG
- Pokémon Stadium 2
- Project Cairo
- Quest 64 Add-On
- Rev Limit
- Sim Copter 64
- SnowSpeeder
- Super Mario 64 Disk Version
- Super Mario 64 2
- Super Mario RPG 2
- Superman 64 Add-On
- Suu
- Unreal
- Tank
- Teo
- Tonic Trouble Add-On
- Toukon Road: Brave Spirits Add-On
- Video Jockey Maker
- Wall Street
- Yosuke Ide's Mahjong Juku
- The Legend of Zelda 64 (després seriaThe Legend of Zelda: Ocarina of Time)
- The Legend of Zelda: Ocarina of Time: Ura (Master Quest),
- The Legend of Zelda: Gaiden (després seria The Legend of Zelda: Majora's Mask)